# Red Jacket (clíper)
El Red Jacket fue un barco clíper construido en 1853 en Rockland, Maine, Estados Unidos, fue nombrado en honor a Sagoyewatha, jefe indio seneca más conocido como "Red Jacket" (Chaqueta Roja), fue uno de los clípers más grandes y rápidos de su historia, es considerado como el primer barco de la empresa naviera británica White Star Line.

## Historia
En su primer viaje, el Red Jacket estableció el récord de velocidad para los veleros que cruzaban el Atlántico al viajar de Nueva York a Liverpool en 13 días, 1 hora y 25 minutos.
Fue remolcado desde Rockland hasta Nueva York donde se le asignaría al capitán Asa Eldridge de Yarmouth, Massachusetts y con el cual comandaría en sus viajes a Liverpool con 26 Tripulantes a una velocidad máxima de 14.5 Nudos (26.9 km/h), y con ráfagas de 17 Nudos (31.5 km/h).
Un barco de Collins Line que llegaba al puerto de Liverpool reporto que el Red Jacket estaba de popa cuando entró al puerto, cuando los remolcadores trataron de detenerlo, el clíper iba a una velocidad acelerada, mientras el capitán Miles del barco de Collins veía Eldridge acortó las velas y atracaba al barco.
Días después de la llegada del Red Jacket a Liverpool, se cuestiono la precisión del registro del barco al igual que la integridad del capitán, The Times publicó una carta publicada por Lloyd's of London y fue entregada por dos corresponsales, el segundo siendo claramente estadounidense, la última palabra fue del mismísimo Eldridge, Times publicó en el que pacientemente explicó por qué el corresponsal original estaba equivocado en su interpretación del diario.
Mientras estaba anclado, Su popa fue tapada y luego fue reacondicionado añadiéndole camarotes para el transporte de inmigrantes a Australia y luego sería adquirido por Pilkington & Wilcox, unos inversionistas de Liverpool quienes lo registraron en esta ciudad el 24 de abril de 1854 y luego sería alquilado por la White Star Line para viajes hacía Melbourne, Australia y ahora comandada por el capitán Samuel Reid (1 de los 16 capitanes que contaba White Star) llegando en 69 días a Melbourne, Solamente un clíper, el James Baines hizo la ruta Liverpool-Melbourne más rápido, el 13 de junio de 1859 en uno de sus viajes de la ruta, colisionó contra el Barco mercante Elizabeth Walker el cual se hundiría y rescataría a los sobrevivientes del naufragio mientras estaba en un viaje desde Buenos Aires a Londres.
Continuo en el servicio de transporte de Inmigrante hasta 1867 cuando fue convertida en un barco carguero entre Australia e India, en 1871 encallaría en Cantick Head, Orcadas durante un viaje de Calcuta a Dundee, Escocia y un tiempo después fue desencallada y continuó su viaje.

## Destino
En 1872 fue convertido en un barco de transporte maderero entre Quebec y Londres uniéndose a los clípers Marco Polo y Donald McKay y los cuales duraron en servicio hasta el fin del transporte maderero en el Atlántico, el 29 de enero de 1878 arribó a Plymouth en malas condiciones y debido a esto la tripulación se negaría a seguir usándola y luego fue vendida como un barco de transporte minero entre Newcastle upon Tyne y Génova, Italia. En 1883 sería vendida a Blandy Brothers, una empresa naviera portuguesa con sede en Madeira. Encallaría tierra adentro debido a un vendaval en 1885.